# ناماکا ۱۳۲۷
سیارک ۱۳۲۷ (به انگلیسی: 1327 Namaqua، نامگذاری:1934RT) هزار و سیصد و بیست و هفتمین سیارک کشف شده‌است که در ۷ سپتامبر ۱۹۳۴ کشف شد.
قدر مطلق سیارک برابر ۱۲٫۱۰ است.